# یایکین
یایکین (به ترکی استانبولی: Yaykın) یک منطقهٔ مسکونی در ترکیه است که در شهر چان واقع شده‌است. یایکین ۵۹۷ نفر جمعیت دارد.